# Campeonato Africano de Judo de 2016
El XXV Campeonato Africano de Judo se celebró en Ciudad de Túnez (Túnez) entre el 8 y el 9 de abril de 2016 bajo la organización de la Unión Africana de Judo.
En total se disputaron dieciséis pruebas diferentes, ocho masculinas y ocho femeninas.

## Resultados

### Masculino
| Evento            | Oro                         | Plata                        | Bronce                                                    |
| ----------------- | --------------------------- | ---------------------------- | --------------------------------------------------------- |
| –60 kg            | Ahmed Abdulrahman · Egipto  | Fraj Dhuibi Túnez            | Salim Rabahi Argelia Mohamed El-Kawisah Libia             |
| –66 kg            | Imad Basu Marruecos         | Mohamed Abdelmawgud · Egipto | Hud Zurdani Argelia Basam Mtiri Túnez                     |
| –73 kg            | Mohamed Mohyeldin · Egipto  | Ahmed El-Meziati Marruecos   | Fethi Nurin Argelia Hamza Barhumi Túnez                   |
| –81 kg            | Mohamed Abdelaal · Egipto   | Ali Hazem · Egipto           | Abdelaziz Ben Amar Túnez Hamza Drid Argelia               |
| –90 kg            | Abderahman Benamadi Argelia | Zack Piontek Sudáfrica       | Imad Abdelaui Marruecos Osama Snusi Túnez                 |
| –100 kg           | Ramadan Darwish · Egipto    | Lyes Buyacub Argelia         | Seidou Nji Mouluh Camerún Anis Ben Jaled Túnez            |
| +100 kg           | Faisal Yabalá Túnez         | Mohamed Tayeb Argelia        | Ahmed Wahid · Egipto · Mohamed El-Mehdi Lili · Argelia    |
| Categoría abierta | Faisal Yabalá Túnez         | Dieudonne Dolassem Camerún   | Seidou Nji Mouluh Camerún Mohamed Sofian Belrekaa Argelia |

### Femenino
| Evento            | Oro                       | Plata                    | Bronce                                                       |
| ----------------- | ------------------------- | ------------------------ | ------------------------------------------------------------ |
| –48 kg            | Taciana Lima Guinea-Bisáu | Olfa Saudi Túnez         | Asaramanitra Ratiarison Madagascar Sabrina Saidi Argelia     |
| –52 kg            | Hela Ayari Túnez          | Meriem Musa Argelia      | Faiza Aisahin Argelia Salimata Fofana Costa de Marfil        |
| –57 kg            | Ratiba Tariket Argelia    | Paule Sitcheping Camerún | Nesria Yelasi Túnez Zouleiha Abzetta Dabonne Costa de Marfil |
| –63 kg            | Meriem Byaui Túnez        | Rizlen Zuak Marruecos    | Imen Aguar Argelia Szandra Szögedi Ghana                     |
| –70 kg            | Asma Niang Marruecos      | Huda Miled Túnez         | Antónia Moreira Angola Amina Belkadi Argelia                 |
| –78 kg            | Hortence Atangana Camerún | Sara Mzugui Túnez        | Sarah Myriam Mazouz Gabón Kauzar Ualal Argelia               |
| +78 kg            | Nihel Sheij Ruhu Túnez    | Sonia Aselah Argelia     | Monica Sagna Senegal Nadine Wetie Diodjo Camerún             |
| Categoría abierta | Hortence Atangana Camerún | Sonia Aselah Argelia     | Nihel Sheij Ruhu Túnez Monica Sagna Senegal                  |

## Medallero
| Núm. | País            | Oro | Plata | Bronce | Total |
| ---- | --------------- | --- | ----- | ------ | ----- |
| 1    | Túnez           | 5   | 4     | 7      | 16    |
| 2    | Egipto          | 4   | 2     | 1      | 7     |
| 3    | Argelia         | 2   | 5     | 11     | 18    |
| 4    | Camerún         | 2   | 2     | 3      | 7     |
| 5    | Marruecos       | 2   | 2     | 1      | 5     |
| 6    | Guinea-Bisáu    | 1   | 0     | 0      | 1     |
| 7    | Sudáfrica       | 0   | 1     | 0      | 1     |
| 8    | Costa de Marfil | 0   | 0     | 2      | 2     |
| 8    | Senegal         | 0   | 0     | 2      | 2     |
| 10   | Angola          | 0   | 0     | 1      | 1     |
| 10   | Gabón           | 0   | 0     | 1      | 1     |
| 10   | Ghana           | 0   | 0     | 1      | 1     |
| 10   | Libia           | 0   | 0     | 1      | 1     |
| 10   | Madagascar      | 0   | 0     | 1      | 1     |
|      | TOTAL           | 16  | 16    | 32     | 64    |